# История на Южна Джорджия и Южните Сандвичеви острови
Британската задморска територия Южна Джорджия и Южни Сандвичеви острови e основана през 1985 г. Дотогава съставните британски острови Южна Джорджия, Южни Сандвичеви острови, скалите Шаг и скалите Кларк са зависима територия на Фолкландските острови. През 1993 г. юрисдикцията на задморската територия е разширена с обявяването на 200-милна (370 км) изключителна икономическа зона. Понастоящем Великобритания подготвя внасянето в ООН на подробно геоложко проучване, въз основа на което външната граница на континенталния шелф на Южна Джорджия и Южни Сандвичеви острови да бъде увеличена до 350 мили (650 км) в съгласие с Конвенцията на ООН по морско право от 1982 г.; в присъединената зона правителството на задморската територия ще има изключителни права върху експлоатацията на полезни изкопаеми от морското дъно, включително нефт и природен газ. 

## XVII–XIX век
Южноатлантическият остров Южна Джорджия е прочут със своята сурова красота и богато историческо наследство. Сравняван с Хималаи в Южния океан, островът е разположен южно от Антарктическата конвергенция и е първата земя в Антарктика, открита от човека. На път от Чили за Бразилия, през април 1675 г. корабът на лондонския търговец Антъни де ла Роше е отнесен от бурята далече на изток и за две седмици намира убежище в един от заливите на острова. На картите се появява Остров Рошé, наречен в чест на откривателя. За втори път островът е видян през 1756, когато от минаващия испански кораб Леон му дават името Сан Педро. Тези ранни посещения не пораждат териториални претенции. В частност, Испания никога не е претендирала за Южна Джорджия, която впрочем се пада в „португалската“ половина на света според договора от Тордесиляс от 1494 г. между Испания и Португалия.
Великият английски мореплавател Джеймс Кук с корабите Резолюшън и Адвенчър първи стъпва на брега, проучва и картографира Южна Джорджия. Той преименува острова на Остров Джорджия в чест на крал Джордж III, и взема територията в британско владение съгласно инструкциите на Адмиралтейството. Капитан Кук отплава на югоизток и открива скалите Кларк и Южните Сандвичеви острови. Част от последните острови (както и остров Аненков край Южна Джорджия) са открити от руската имперска експедиция на Белингсхаузен и Лазарев с корабите Восток и Мирни през 1819 г., а скалите Шаг са открити от испанския кораб Аврора през 1762 г.
През последните десетилетия на XVIII век и целия XIX век Южна Джорджия е обитавана от английски и американски ловци на тюлени, които са живели продължително на острова и понякога са презимували. Ефективното, непрекъснато и неоспорвано британско владение и управление на Южна Джорджия се осъществява чрез британското Патентно писмо от 1843, впоследствие актуализирано през 1876, 1892 и 1908. Ловът на тюлени и тяхното опазване се регулират със специални наредби от 1881 и 1899. От 1887 островът се вписва в Годишника на Министерство на колониите. Южна Джорджия е управлявана като зависима територия на Фолкландските острови, като отделна единица администрирана чрез Фолкландските острови без обаче да е част от тях в политическо или финансово отношение. Британия анексира Южните Сандвичеви острови чрез Патентното писмо от 1908 г. Тази конституционна уредба е в сила до 1985, когато Южна Джорджия и Южните Сандвичеви острови са обособени в отделна задморска територия на Обединеното Кралство.

## XX век
През XX век Южна Джорджия става най-големият китоловен център в света, с брегови бази в Грютвикен (действаща 1904 – 64), Лийт Харбър (1909 – 65), Оушън Харбър (1909 – 20), Хусвик (1910 – 60), Стромнес (1912 – 61) и Принс Олав Харбър (1917 – 34). Китоловните станции на всички компании (норвежки, британски, аржентинска, южноафриканска, японски) работят с китоловни лицензи дадени от Губернатора на Фолкландските острови и Зависимите територии.
Карл Антон Ларсен, основателят на Грютвикен, е натурализиран британец роден в Норвегия. Молбата му за британско поданство е подадена при британския Магистрат на Южна Джорджия и удовлетворена през 1910. Като мениджър на Аржентинската рибна компания, Ларсен ръководи изграждането на Грютвикен ― забележително начинание осъществено от екип от 60 норвежци между тяхното пристигане на 16 ноември и пускането в действие на завода за китова мас на 24 декември 1904. Ларсен избира мястото за китоловна база при посещението си през 1902, когато Шведската Антарктическа експедиция на Ото Норденшелд проучва част от острова и дава на неголям вътрешен залив името Грютвикен („Залив на Котлите“, на норвежки „Грютвика“) поради намерените там предмети на ловците на тюлени, между които голяма лодка и английски котли ползвани за топене на тюленова мас.
Мнозинството от китоловците са норвежци, с нарастващ дял британци. През епохата на китолова, продължила до 1965, населението варира от над 1000 през лятото (над 2000 през някои години) до към 200 през зимата. Първото преброяване е направено на 31 декември 1909 от британския магистрат Джеймс Уилсън и регистрира население от 720 души, включващо 3 жени и 1 дете. По националност те са 579 норвежци, 58 шведи, 32 британци, 16 датчани, 15 финландци, 9 немци, 7 руснаци, 2 холандци, 1 французин и 1 австриец.
Мениджъри и други старши служители на китоловните бази често живеят заедно със семействата си. Един от тях е Фритьоф Якобсен и съпругата му Клара Олете Якобсен, чиято дъщеря Солвейг Гунбьорг Якобсен е първият човек роден в Антарктика, на 8 октомври 1913.
На острова има над 200 гроба датиращи от 1820 до днес. През 1922 в Грютвикен е погребан прочутият антарктически изследовател сър Ърнест Шакълтън, който през 1916 прекосява море Скотия със седемметровата лодка Джеймс Кеърд и петчленен екипаж, в едно от най-забележителните пътешествия с малък плавателен съд в морската история. Шекълтън достига фиорда Кинг Хокон на западния бряг на Южна Джорджия, заедно с двама другари прекосява трудния планински и ледников терен до китоловната база Хусвик на североизточния бряг, и организира успешното спасяване на членовете на експедицията си, блокирани на Южните Шетлъндски острови.
От ноември 1909 местната британска администрация на Южна Джорджия се ръководи от магистрат. Британското Патентно писмо от 1908 г., което учредява неговата длъжност, е връчено на аржентинското Министерство на външните работи и формално прието на 18 март 1909 без протест. Първото официално обявяване на аржентинска претенция към суверенитета на Южна Джорджия датира едва от 1927 г., а за Южните Сандвичеви острови – от 1938. Оттогава Аржентина поддържа претенции към островите, но неколкократно (през 1947, 1951, 1953, 1954 и 1955 г.) отказва да предостави решаването на претенциите си на Международния съд или на независим арбитражен трибунал.
Аржентинската военноморска станция Корбета Уругвай е тайно изградена на остров Туле от Южните Сандвичеви острови на 7 ноември 1976 г. Британия протестира през януари 1977 и впоследствие отстранява аржентинския персонал през юни 1982. По време на Фолкландската война, аржентинските сили окупират Грютвикен и Лийт Харбър на 3 април 1982 г. след двучасово сражение, при което е сериозно повредена аржентинската корвета Герико и един аржентински хеликоптер е свален. След понесените загуби аржентинците не успяват да превземат целия остров, и британската база Бърд Айлънд и полевите лагери в залива Шлипър, ледник Лайъл и залива Сейнт Ендрюз остават извън техен контрол. На 25 април 1982 Кралският флот поврежда и пленява аржентинската подводница Санта Фе край Южна Джорджия и аржентинският гарнизон се предава без съпротива.
След Фолкландската война Британия поддържа малък военен гарнизон от сапьори на Южна Джорджия до март 2001 г., когато островът отново се връща към цивилно управление.
Поради своята отдалеченост в океана и суров климат, Южна Джорджия не е имала коренно население, семейства не са се установявали за повече от едно поколение. Днес селищата на острова включват Грютвикен, Кинг Едуард Пойнт (често разглеждан като част от близкия Грютвикен; входно пристанище на острова, седалище на британския магистрат и пристанищните, митнически, имиграционни, риболовни и пощенски власти), Бърд Айлънд и Хусвик. За улеснение на научните изследвания Правителството на островите поддържа хижи в долината Сьорлинг, при нос Дартмът, заливите Майвикен, Сейнт Ендрюз, Коръл, Карлита, Джейсън Харбър, Оушън Харбър, и Харпън. От 1995 Южноафриканското метеорологично бюро с британско позволение поддържа автоматични метеорологични станции на островите Заводовски и Туле от необитаемия и вулканично активен Южносандвичев архипелаг.

## Исторически карти
Карти на които е изобразен остров Рошé:
- Карта на де Лил, Ковен и Мортие от 1700/20 Архив на оригинала от 2009-01-08 в Wayback Machine.
- Карта на де Лил и Шатлен от 1705/19 Архив на оригинала от 2009-01-16 в Wayback Machine.
- Карта на Ленс и Въртю от 1710 Архив на оригинала от 2007-09-27 в Wayback Machine.
- Карта на Прайс от 1713 Архив на оригинала от 2007-09-27 в Wayback Machine.
- Карта на Мол от 1736
- Карта на Сийл от 1745 Архив на оригинала от 2009-01-16 в Wayback Machine.
- Карта на Джефрис от 1768 Архив на оригинала от 2007-03-13 в Wayback Machine.

Първата карта на Южна Джорджия от 1777, изготвена и публикувана от Джеймс Кук:
- James Cook, Chart of the Discoveries made in the South Atlantic Ocean, in His Majestys Ship Resolution, under the Command of Captain Cook, in January 1775, W. Strahan and T. Cadel, London, 1777

Втората карта на Южна Джорджия от 1802 г., изготвена от капитан Айзък Пендълтън и публикувана от А. Фаустини през 1906: